# Microrregión de Meia Ponte
La microrregión de Meia Ponte es una de las microrregiones del estado brasileño de Goiás perteneciente a la mesorregión Sur Goiano. Su población fue estimada en 2006 por el IBGE en 349.451 habitantes y está dividida en 21 municipios. Posee un área total de 21.165,557 km². Siendo el municipio más poblado Itumbiara.

## Municipios
- Água Limpa
- Aloândia
- Bom Jesus de Goiás
- Buriti Alegre
- Cachoeira Dourada
- Caldas Novas
- Cromínia
- Goiatuba
- Inaciolândia
- Itumbiara
- Joviânia
- Mairipotaba
- Marzagão
- Morrinhos
- Panamá
- Piracanjuba
- Pontalina
- Porteirão
- Professor Jamil
- Rio Quente
- Vicentinópolis

- Datos: Q1934022